# Zaanstad
Zaanstad je město v Nizozemsku v provincii Noord-Holland (Severní Holandsko), ležící 6 kilometrů severně od Amsterdamu. Bylo vytvořeno administrativně od roku 1974 spojením sedmi obcí na kanálech podél řeky Zaan: jsou to Zaandam, Krommenie, Assendelft, Koog aan de Zaan, Westzaan, Wormerveer a Zaandijk. Rozlohou a počtem obyvatel se tak stalo po Amsterdamu a Haarlemu třetím největším městem v provincii. K 1. lednu 2021 zde žilo 157 013 obyvatel..
Souměstí je známé svou sítí kanálů a tradičními větrnými mlýny.

## Historie
První fríské osídlení bylo v této oblasti doloženo již k roku 1150. Byly to až do raného novověku rybářské a zemědělské osady. Postupně přibýval říční i námořní obchod. K roku 1630 zde stálo 53 větrných mlýnů, které zpracovávaly úrodu a fungovaly také jako pily na dřevo z celé oblasti i z Německa. Centrem bylo město Zaandam, důležitý obchodní přístav, v němž se lodě také stavěly. Každá z obcí měla od 19̟. století svou vlastní správu i svůj kostel, protestantský nebo luteránský.
V posledním půlstoletí město přitahuje zejména turisty. Nová výstavba na grachtech se skládá převážně z dřevěných pestobarevně lakovaných retro-domů, které slouží jako hotely nebo penziony.

### Návštěvy cara Petra I.
V letech 1697-1698 město Zandaam na své cestě po Evropě navštívil inkognito car Petr I. Veliký. Podle tradované historky se k němu představitelé města nechovali pohostinsky, takže se musel ubytovat mimo město a nuzně. Gaetano Donizetti složil na toto téma komickou operu Il borgomastro di Saardam (Starosta ze Zaandamu) a v roce 1837 týž námět použil libretista a skladatel Albert Lortzing, který svou komickou operu nazval Car a tesař, dva Petrové. Podruhé car přijel oficiálně a bydlel v královském domě, který později patřil nizozemskému králi Vilémovi I. a Anně Pavlovně.

## Památky

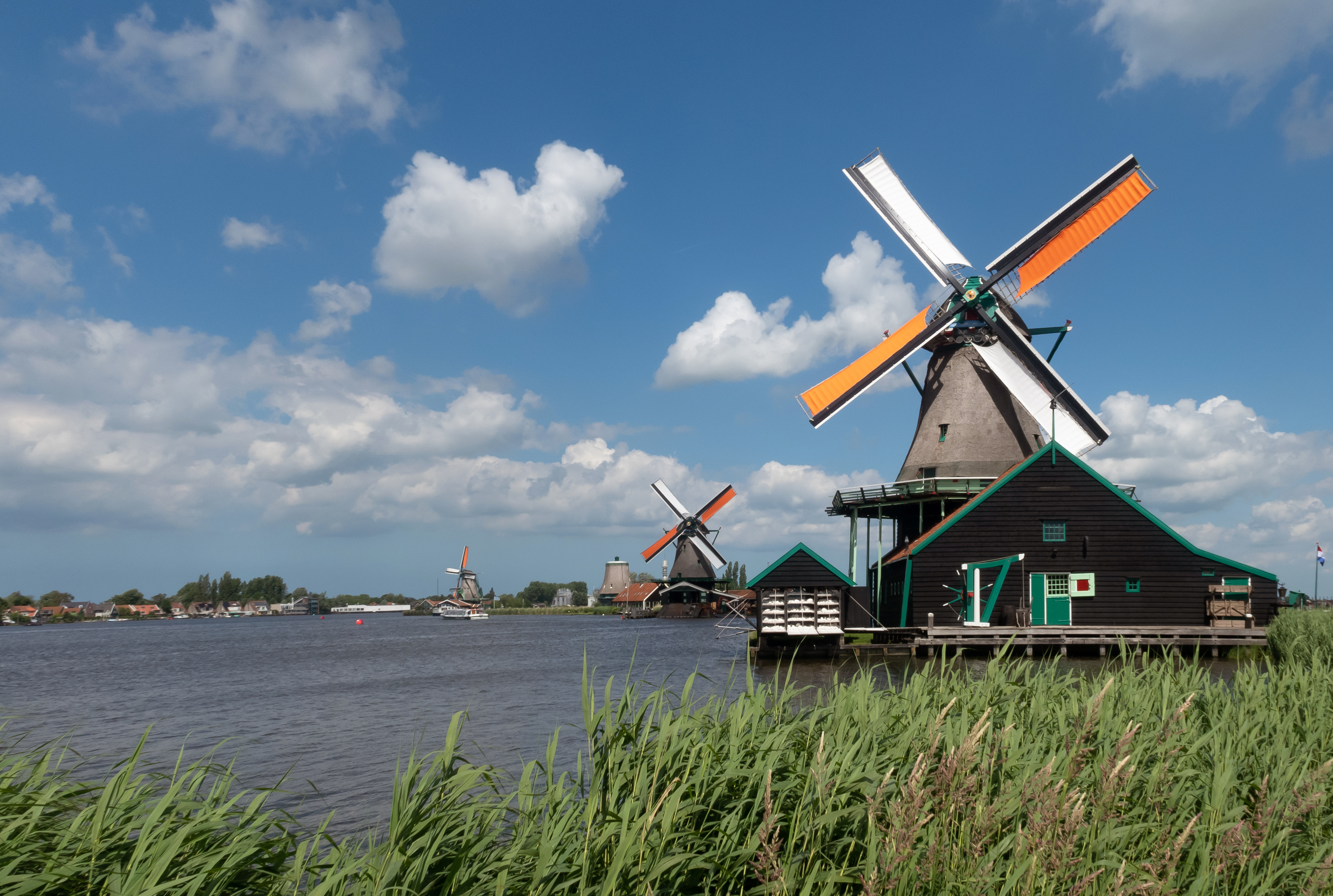
Zaanse Schans, muzeum se dvěma větrnými mlýny

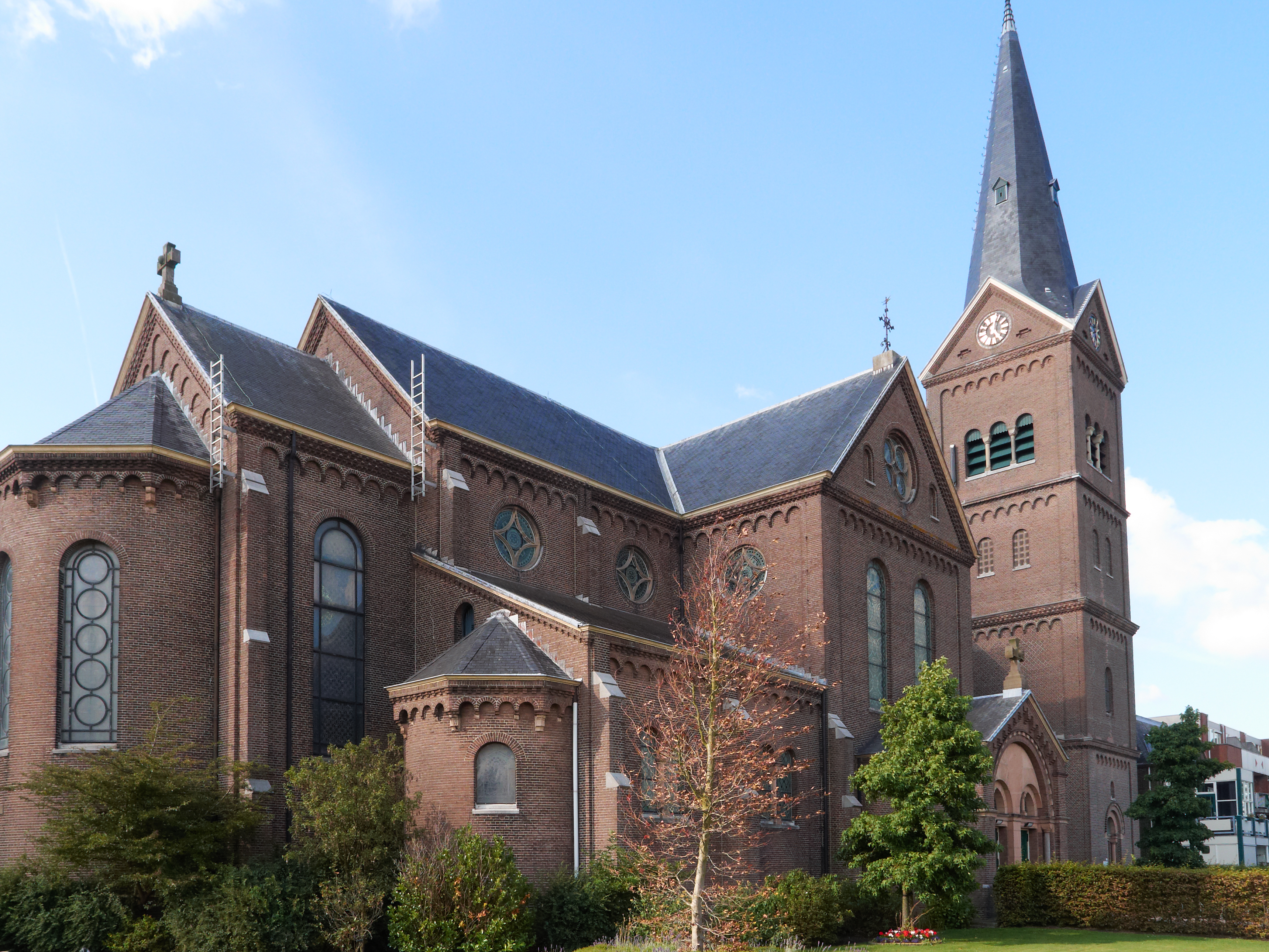
kostel sv. Odulfa v Assendelftu

- Bullekerk, evangelický (dříve katolický) poutní kostel v Zandaamu, halová cihlová stavba; nazvaný podle zázračné záchrany rodiny před rozzuřeným býkem v roce 1737 (zázrak vyobrazen na stěně kostela)
- Kostel sv. Bonifáce v Zandaamu, cihlová trojlodní bazilika v novogotickém stylu, architekt Albert Malgry, významné varhany
- Kostel sv. Marie Magdalény v Zandaamu, cihlová trojlodní bazilika v novogotickém stylu (1887)
- Protestantský kostel sv. Odulfa v místní části Assendelft, cihlová trojlodní bazilika, největší ve městě
- Dům cara Petra I.
- Pomník cara Petra I.
- Zaanse Schans - muzeum v přírodě, ukazuje venkovský život 19. století a funkční větrné mlýny

## Osobnosti
- Jan Verkade, 1868-1946, nizozemský malíř post-impresionista, žil a tvořil zde, stejně jako Claude Monet.